# Eveliina Sarapää
Eveliina Sarapää (* 29. September 1976 in Oulu) ist eine ehemalige finnische Fußballspielerin.

## Karriere

### Vereine
Im Seniorinnenbereich spielte Sarapää erstmals und bis ins Jahr 1998 für den in Espoo ansässigen FC Honka Espoo in der Naisten Ykkönen, der seinerzeit zweithöchsten Spielklasse im finnischen Frauenfußball. Im Anschluss an die Spielzeit begab sie sich in die Landeshauptstadt und kam in vier Spielzeiten für HJK Helsinki in der SM-sarja, der seinerzeit höchsten Spielklasse zum Einsatz. Während ihrer Vereinszugehörigkeit gewann sie mit der Mannschaft drei Mal in Folge die Meisterschaft und auch drei Mal den nationalen Vereinspokal.
Das erste Mal im Ausland, kam sie in der Spielzeit 2003 für den norwegischen Erstligisten Asker FK zum Einsatz.
Nach Helsinki zurückgekehrt, spielte sie ein zweites Mal für HJK Helsinki. Sie gehörte dem Verein von 2004 bis 2006 an und wurde mit ihm jeweils einmal Meister und Pokalsieger. Ihre Spielerkarriere ließ sie in der Spielzeit 2007 beim amtierenden Meister FC Honka Espoo mit der Titelverteidigung ausklingen.

### Nationalmannschaft
Sarapää bestritt in einem Zeitraum von acht Jahren 67 Länderspiele für die A-Nationalmannschaft. Sie debütierte am 12. März 2000 in Lagoa bei der 0:2-Niederlage gegen die Nationalmannschaft Norwegens im ersten Spiel der Gruppe B im Turnier um den Algarve-Cup, in dem sie drei weitere Spiele bestritt. Ferner kam sie im dritten bis sechsten Spiel der EM-Qualifikationsgruppe 4 und in den beiden Play-off-Spielen gegen die Nationalmannschaften Schwedens zum Einsatz. Bei der 2:5-Rückspielniederlage am 5. November 2000 in Vantaa erzielte sie mit dem Treffer zum 2:2 in der 44. Minute ihr einziges A-Länderspieltor. Dazwischen wurde sie am 28. September 2000 in Leyton bei der 1:2-Niederlage im Freundschaftsspiel gegen die Nationalmannschaft Englands eingesetzt.
Im Jahr 2001 nahm sie mit der Mannschaft erneut am Turnier um den Algarve-Cup teil, in dem sie alle drei Spiele der Gruppe B bestritt. Nach Freundschaftsspielen gegen die Nationalmannschaft Italiens im Juni und zweimal gegen die Nationalmannschaft der Niederlande im August, kam sie am 4. September das erste Mal in einem WM-Qualifikationsspiel zum Einsatz. Das erste Spiel der Gruppe 3 wurde mit 0:1 gegen die Schweizer Nationalmannschaft in Baar verloren. Gegen diese erlebte sie am 5. Mai 2002 in Vantaa den 1:0-Rückspielsieg, wogegen sie im fünften und sechsten WM-Qualifikationsspiel mit ihrer Mannschaft zwei Niederlagen (gegen Dänemark und Schweden) hinnehmen musste.
Im Jahr 2003 wurde sie im Freundschaftsspiel gegen die Nationalmannschaft Tschechiens, bei der 1:2-Niederlage am 19. April in Přední Kopanina und in (den ersten) vier Spielen der EM-Qualifikationsgruppe 1 eingesetzt. Im Jahr 2004 waren es erneut alle drei Spiele der Gruppe B im Turnier um den Algarve-Cup, ein Freundschaftsspiel (2:0 vs. Polen) und (die letzten) fünf Spiele in der EM-Qualifikationsgruppe 1.
Mit der Mannschaft unter Trainer Michael Käld nahm sie an der Europameisterschaft 2005 in England teil, kam in allen drei Spielen der Gruppe A sowie am 15. Juni 2005 in Preston bei der 1:4-Halbfinalniederlage gegen die Nationalmannschaft Deutschlands zum Einsatz. Ihre weiteren zwölf Länderspiele verteilen sich auf fünf in Freundschaft ausgetragene, vier im Turnier um den Algarve-Cup und drei in der WM-Qualifikationsgruppe 3, Kategorie A in der Europäischen Zone/UEFA.
Im Jahr 2006 wurde sie in zwölf, im Jahr 2007 in zwei Länderspielen berücksichtigt. Ihren letzten Einsatz als Nationalspielerin hatte sie am 29. September 2007 in Helsinki im Freundschaftsspiel gegen die Nationalmannschaft Schottlands, das mit 4:1 gewonnen wurde.

## Erfolge
Nationalmannschaft
- Halbfinalist Europameisterschaft 2005

FC Honka Espoo
- Finnischer Meister 2007

HJK Helsinki
- Finnischer Meister 1999, 2000, 2001, 2005
- Finnischer Pokalsieger 1999, 2000, 2002, 2006